# Bogucin (województwo dolnośląskie)
Bogucin – wieś w Polsce położona w województwie dolnośląskim, w powiecie górowskim, w gminie Niechlów.

## Podział administracyjny
W latach 1975–1998 miejscowość administracyjnie należała do województwa leszczyńskiego.

## Demografia
Bogucin jest najmniejszą miejscowością gminy Niechlów. Według Narodowego Spisu Powszechnego liczył 55 mieszkańców (III 2011 r.).